# Clã Cumming
O Clã Cumming é um clã escocês da região das Terras Baixas, do distrito de Badenoch, Escócia.
O atual chefe é Sir Alexander "Alastair" Penrose Cumming de Altyre.